# Itayanagi
Itayanagi (板柳町?) è una cittadina giapponese della prefettura di Aomori.